# 穿越歷史的魁地奇
《穿越歷史的魁地奇》（英語：Quidditch Through The Ages）是一本由英國作家J·K·羅琳於2001年以《哈利波特》系列小說裡的魁地奇專家肯尼沃思·惠斯普（Kennilworthy Whisp）為筆名所撰寫的一本實體書，當中她講述魔法世界中的魁地奇比賽的事情。儘管該書的著作權為小說的角色，然而她卻是真實的作者。這本虛構的作品於《哈利波特》系列的幾部小說中提及過，據說是霍格華茲圖書館裡的同名非小說類作品複製出來的副本。由羅琳所寫的這本真實的書在全球累積銷售量為491,853本。
這本書讓BBC附屬慈善機構喜劇救濟受益。每售出一本書，其封面價格的80%以上會直接捐助予世界各地的貧困兒童。根據喜劇救濟的說法，這本書及其伙伴《怪獸與牠們的產地》銷售額經已籌集得£1,700萬英鎊。

## 概要
2001年，羅琳為英國慈善機構和Live Aid的分支機構—喜劇救濟寫了《哈利波特》系列的兩本配套書籍—《穿越歷史的魁地奇》及《怪獸與牠們的產地》，她把該兩本書籍的所有版稅都捐給了該慈善機構。截至2008年7月，這兩本書籍合計為喜劇救濟帶來了超過$3,000萬美元的收入，這兩本書後來以精裝本的形式出版。

## 有聲讀物的改編
該本有聲書於2018年被錄製為未刪節的有聲讀物，由安德魯·林肯朗讀。該有聲讀物的有聲版本還包括超過一個半小時的額外內容。這包括魁地奇世界盃的歷史—這是羅琳於2014年為《Pottermore》撰寫（由安德魯·林肯朗讀），以及《預言家日報》對2014年魁地奇世界盃的報導—這也是由羅琳撰寫，並由伊莫金·丘奇（Imogen church）以金妮·波特，和安妮特·巴德蘭以麗塔·史譏的角色敘述。
2019年，美國圖書館協會將這本書命名為《十大令人驚嘆的青少年有聲讀物》之一。

## 虛構小說

### 魔法世界
在哈利波特的魔法世界中，《穿越歷史的魁地奇》一書是由知名的魁地奇專家兼超級狂熱者—肯尼沃思·惠斯普（Kennilworthy Whisp）所撰寫。除了此書外，他還寫了很多關於這項運動的書。他居於諾定咸郡，在那裡他把自己的時間分配給「這個星期維格城流浪者隊（Wigtown Wanderers）在哪裡比賽」。他的愛好包括十五子棋（backgammon）、素食烹飪，和收集古董飛天掃帚。根據惠斯普的說法，火閃電（Firebolt）是最佳的掃帚。
在中，當賽佛勒斯·石內卜在學校外面抓到哈利帶著這本書時，他指哈利違反了「圖書館藏書不得攜出館外」的規定（其實是石內卜編造的）而把此書沒收。當哈利向石內卜取回此書時，飛七也在辦公室內，哈利同時發現到石內卜被魯霸·海格所飼養的三頭巨犬毛毛咬傷。根據霍格華茲圖書館管理員厄瑪·平斯所說，該圖書館幾乎每天都有人從書架上把這本書取下來翻閱，並表示「亂翻亂摺、留下了口水印子，而且都不會去好好愛惜」，然而鄧不利多卻認為這是對這本書極為崇高的讚美；哈利·波特也相當喜歡這本書；雖然哈利在一年級（1991-1992年）的時候就閱過這本書，但其內容卻提到1994年所發生的事件。

### 麻瓜世界
雖然封面上所印的作者是坎尼渥錫·威斯朋，事實上本書是由J·K·羅琳所寫的。與另一本書怪獸與牠們的產地出版目的一樣，銷售所得均捐給喜劇救濟。
在虛構和現實世界中，這本書是關於運動歷史和複雜性的權威手冊，它介紹了魁地奇的歷史—也就是古代的掃帚運動，還作為許多英國魁地奇球隊的目錄。

## 外部連結
- 关于这本书对罗琳的采访（英语）